# Benjamin Franklin
Benjamin Franklin (Boston, 17 de enero de 1706-Filadelfia, 17 de abril de 1790) fue un político, polímata, científico e inventor estadounidense. Es considerado uno de los padres fundadores de los Estados Unidos.
Franklin ganó el título de «El Primer Estadounidense» («The First American») por su temprana e infatigable campaña por la unidad colonial, inicialmente como autor y portavoz en Londres para varias colonias. Como el primer embajador de los Estados Unidos en Francia, ejemplificó a la naciente nación americana. Franklin fue fundamental en la definición del ethos estadounidense como un matrimonio de los valores prácticos de ahorro, trabajo duro, educación, espíritu comunitario, instituciones autogobernadas y oposición al autoritarismo político y religioso, con los valores científicos y tolerantes de la Ilustración. En palabras del historiador Henry Steele Commager, «En un Franklin se podían fusionar las virtudes del puritanismo sin sus defectos, la iluminación de la Ilustración sin su calor». Para Walter Isaacson, esto hace de Franklin «El más consumado estadounidense de su edad y el más influyente en inventar el tipo de sociedad en la que Estados Unidos se convertiría».
Franklin se convirtió en un exitoso editor de periódicos e impresor en Filadelfia, la ciudad líder en las colonias, publicando la «Gaceta de Pensilvania» («Pennsylvania Gazette») a la edad de 23 años. Se hizo rico publicando este periódico y también el «Almanaque del pobre Richard», del que él era autor bajo el seudónimo de Richard Saunders. Después de 1767, fue asociado con el «Pennsylvania Chronicle», un periódico que era conocido por sus sentimientos revolucionarios y críticas hacia la política británica.
Como científico, fue una figura importante en la Ilustración estadounidense y la historia de la física por sus descubrimientos y teorías sobre la electricidad. Como inventor, es conocido por el pararrayos, las lentes bifocales, la armónica de cristal y la estufa Franklin, entre otros inventos. Fundó muchas organizaciones cívicas, incluyendo la Compañía de la Biblioteca de Filadelfia, el primer departamento de bomberos de Filadelfia y fue pionero y el primer presidente de la Academia y Colegio de Filadelfia, que abrió sus puertas en 1751 y más tarde se convirtió en la Universidad de Pensilvania.
Organizó y fue el primer secretario de la Sociedad Filosófica Estadounidense y fue elegido presidente en 1769. Franklin se convirtió en un héroe nacional en América como agente de varias colonias cuando encabezó un esfuerzo en Londres para que el Parlamento de Gran Bretaña derogara la impopular ley del timbre. Un diplomático consumado, fue admirado extensamente entre los franceses como ministro en París y era una figura importante en el desarrollo de relaciones positivas franco-americanas. Sus esfuerzos resultaron vitales para la Revolución Estadounidense al asegurar los envíos de municiones cruciales desde Francia.
Fue promovido a director general de correos para las colonias británicas en 1753, habiendo sido maestro de postas de Filadelfia durante muchos años, y esto le permitió establecer la primera red nacional de comunicaciones. Durante la Revolución, se convirtió en el primer general de correos de los Estados Unidos. Él era activo en asuntos de la comunidad, de política colonial y del estado, así como asuntos nacionales e internacionales. De 1785 a 1788, sirvió como gobernador de Pensilvania. Al principio poseía y trataba con esclavos, pero a partir de la década de 1750, se opuso a la esclavitud desde una perspectiva económica y se convirtió en uno de los abolicionistas más destacados.
Su vida colorida y legado de logros científicos y políticos, y su estatus como uno de los Padres Fundadores más influyentes de América han visto a Franklin honrado más de dos siglos después de su muerte en acuñación y el billete de $ 100, buques de guerra y los nombres de muchas ciudades, instituciones educativas y corporaciones, así como innumerables referencias culturales.

## Biografía
Benjamin fue el decimoctavo hijo de un total de 22 hermanos (cuatro medios hermanos de padre y el resto hermanos de padre y madre). Hijo de Josiah Franklin (1656-1744) y de su segunda esposa Abiah Folger.
Nació en la calle Milk, en Boston, Massachusetts, el 17 de enero de 1706. Fue bautizado en la Old South Meeting House.
A los ocho años entró en la South Grammar School (actualmente conocida como Boston Latin School) y el curso siguiente lo realizó en la George Brownell’s English School para aprender a escribir y aritmética, materias en las que mostró un gran talento. Su padre quiso que hiciese carrera como religioso pero él no tenía vocación de eso. Dejó los estudios a los diez años porque su padre no podía costearlos. Primero trabajó ayudando a su padre durante dos años en la fábrica de velas y jabones de su propiedad.
En 1717 su hermano James regresó de Inglaterra con una prensa y letras para montar una imprenta en Boston. Para evitar que fuese marinero, su padre le envió a trabajar con James como aprendiz. Firmó un contrato de aprendiz hasta los 21 años. En 1721 James fundó el periódico The New-England Courant, el segundo periódico de Norteamérica y el primero independiente, ya que se publicaba sin autorización británica.
Benjamin se encargaba de colocar las letras para la impresión y de vender el periódico puerta a puerta. En 1718 escribió el poema «La tragedia del faro». A su hermano James le gustó el poema y lo imprimió en panfletos, que luego Benjamin vendió. Tras esto, escribió otro poema, «Canto de un marino», sobre el pirata Edward Teach, también conocido como «Barbanegra». A pesar de eso, el propio Franklin no valoraba demasiado sus poemas.
Él quería escribir en el periódico pero creía que su hermano se opondría, por lo que de abril a octubre de 1722 entregó al periódico 14 cartas escritas con el seudónimo de Silence Dogood, que supuestamente era la viuda de un ministro, enemiga del vicio y amiga de la virtud, que aborrecía el gobierno arbitrario y el poder ilimitado.
El «New England Courant» era un periódico liberal que publicaba artículos humorísticos y dibujos animados contra el gobierno colonial. En junio de 1722 publicó artículos satíricos contra el gobierno de Massachusetts por su lentitud a la hora de actuar contra los piratas costeros. Esto ofendió a la Asamblea del lugar y James fue encarcelado por dos semanas por desacato, ya que no reveló al autor. Mientras James estaba en la cárcel, Benjamin dirigió el negocio. Cuando sacaron a James de la cárcel le prohibieron seguir imprimiendo el periódico, por lo que aparecía como publicado por Benjamin Franklin.

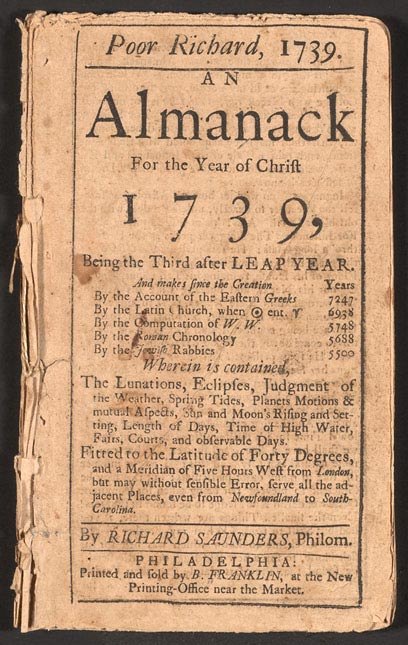
Portada del Almanaque del pobre Richard de 1739.

A los 16 años se hizo vegetariano, en parte porque así podía gastar más dinero en libros.
En 1723 se estableció en Filadelfia, donde trabajó en la imprenta de Samuel Keimer. Allí conoció al gobernador, William Keith, que quedó impresionado por sus habilidades y su ética. En 1725 viajó a Londres, Inglaterra, para obtener equipamiento y establecer relaciones comerciales. La estancia le sirvió también para mejorar su formación. Encontró trabajo en la imprenta de Samuel Palmer. Allí publicó en 1725 «Disertación sobre la libertad y la necesidad, sobre el placer y el dolor». Regresó a Filadelfia el 11 de octubre de 1726. Trabajó para Thomas Denham, un comerciante cuáquero. En 1727 se recuperó de una pleuritis.
En 1727, Benjamin Franklin creó el Grupo Junto, de "artesanos y comerciantes aspirantes con ideas afines que esperaban mejorar a sí mismos mientras mejoraban su comunidad". El Junto fue un grupo de tertulias sobre temas del día; posteriormente dio lugar a muchas organizaciones en Filadelfia. El Junto se inspiró en los cafés ingleses que Franklin conocía bien y que se habían convertido en el centro de la difusión de las ideas de la Ilustración en Gran Bretaña.
La lectura era un gran pasatiempo del Junto, pero los libros eran raros y caros. Los miembros crearon una biblioteca inicialmente formada a partir de sus propios libros después de que Franklin escribiese:

Hice una propuesta a partir de que nuestros libros eran a menudo referidos en nuestras disquisiciones sobre las cuestiones, de que sería conveniente para nosotros tenerlos todos juntos donde nos reuníamos, para que llegada la ocasión pudiéramos consultarlos; y, por lo tanto, asociando nuestros libros en una biblioteca común, deberíamos, aunque nos gustaría mantenerlos juntos, tener cada uno de nosotros la ventaja de usar los libros de todos los demás miembros, lo que sería casi tan beneficioso como si cada uno fuera propietario del conjunto.

Sin embargo, esto no fue suficiente. Franklin concibió la idea de una biblioteca con suscritos, que reuniría los fondos de los miembros para comprar libros para que todos los leyesen. Este fue el nacimiento de la Compañía de la Biblioteca de Filadelfia: sus reglas fueron compuestas por Franklin en 1731. En 1732, Franklin contrató al primer bibliotecario estadounidense, Louis Timothee. La Compañía de la Biblioteca es ahora una gran biblioteca académica y de investigación.
En 1728 estableció con su socio Hugh Meredith su primera imprenta propia. En octubre de 1729 él y Hugh Meredith pasaron a ser editores del periódico Pennsylvania Gazette. En 1748 comenzó a editar este periódico con David Hall. Dejó de ser editor de este periódico en la década de 1760. El periódico continuó editándose hasta 1777.
Antes de haber alcanzado la fama como científico y estadista, firmaba simplemente como "B. Franklin, impresor".
En 1730 contrajo matrimonio con Deborah Read, con la que tuvo tres hijos: William (probablemente en 1731), Francis (1732) y Sally (1743).
Publicó además el «Almanaque del pobre Richard» (1732-1758) y fue el encargado de la emisión de papel moneda en las colonias británicas de América (1727).
Entre 1730 y 1731 se inició en la logia masónica St. John de Filadelfia. Llegó a ser gran maestre en 1734, lo que indicó su creciente importancia en Pensilvania. Ese mismo año, editó y publicó el primer libro masónico de América, una reedición de las Constituciones de Anderson. Fue secretario de la logia de 1735 a 1738. Franklin continuó en la masonería toda su vida.
En 1736 fundó la Union Fire Company, el primer cuerpo de bomberos de Filadelfia. También participó en la fundación de la Universidad de Pensilvania (1749) y del primer hospital de la ciudad. En 1763 se dedica a realizar viajes a Nueva Jersey, Nueva York y Nueva Inglaterra para estudiar y mejorar el Servicio Postal de los Estados Unidos. Pasó casi todo su último año de vida encamado, enfermó nuevamente de pleuritis. Sin embargo, no cesó en sus actividades políticas durante ese periodo. Finalmente, murió por agravamiento de su enfermedad en 1790, a la edad de 84 años.
Afortunadamente, existe mucha información sobre la vida y los puntos de vista de Franklin, debido a que a los 40 años comenzó a escribir su autobiografía (supuestamente para su hijo). Esta se publicó de forma póstuma con el título de La vida privada de Benjamin Franklin. La primera edición vio la luz en París en marzo de 1791 (Memoires de la vie privée), menos de un año después de su muerte, y en 1793 estaba disponible la traducción al inglés, The Private Life of the Late Benjamin Franklin.[cita requerida]

## Vida privada
En 1723, con 17 años, se comprometió en matrimonio con Deborah Read, de 15 años. Finalmente, se casaron en 1730. A los 24 años, Franklin reconoció la paternidad de un hijo ilegítimo llamado William, acogiéndolo en su casa. La pareja tuvo además dos hijos legítimos, Francis Folger Franklin, que murió a los 4 años víctima de viruela, y Sarah Franklin, nacida en 1743, quien tuvo posteriormente otros siete hijos.
Franklin era un jugador experto de ajedrez, juego sobre el que llegó a escribir ensayos. En sus últimos años de vida, Franklin enfermó de obesidad, un mal que le causó numerosos problemas de salud y se agravó la psoriasis que había padecido durante toda su vida.

## Obra científica

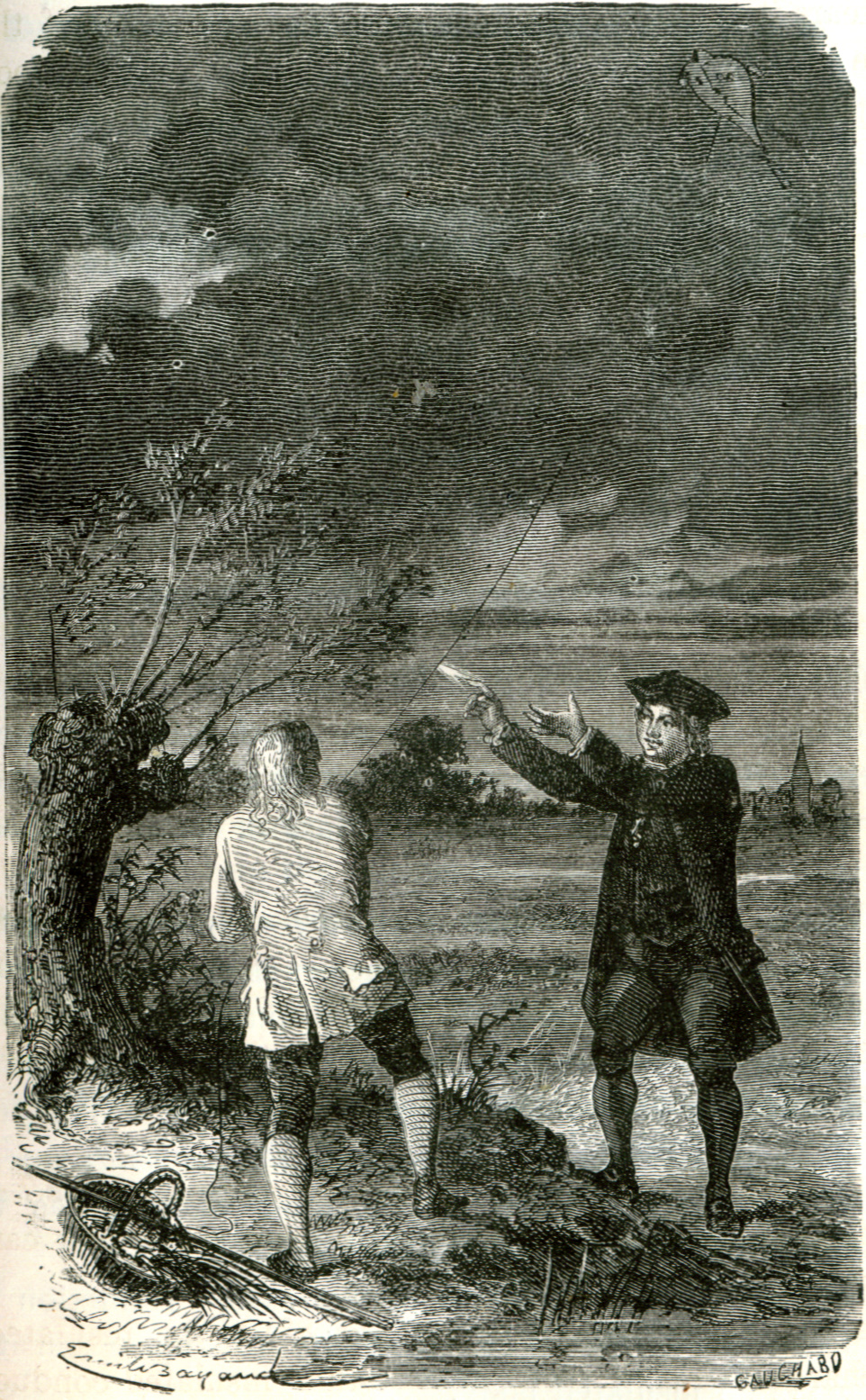
Experimento de la cometa, que lo llevó a inventar el pararrayos en Estados Unidos.

Su afición por temas científicos empezó a mediados del siglo XVIII, y coincidió con el comienzo de su actividad política. Estuvo claramente influenciado por científicos coetáneos como Isaac Newton o Joseph Addison (especialmente sus obras Ensayo sobre el entendimiento de Locke y El espectador). En 1743 fue elegido presidente de la Sociedad Filosófica Estadounidense.
A partir de 1747 se dedicó principalmente al estudio de los fenómenos eléctricos. Enunció el principio de conservación de la electricidad. De sus esfuerzos nació su obra científica más destacada, Experimentos y observaciones sobre electricidad. En 1752 llevó a cabo en Francia su famoso experimento con la cometa o papalote. Ató una cometa con esqueleto de metal a un hilo de seda, en cuyo extremo llevaba una llave también metálica. Haciéndola volar un día de tormenta, confirmó que la llave se cargaba de electricidad, demostrando así que las nubes están cargadas de electricidad y los rayos son descargas eléctricas. Gracias a este experimento, creó un año más tarde, en 1753, el que fue su invento más famoso, el pararrayos, aunque solo en Estados Unidos, ya que en Europa lo inventó el checo Prokop Diviš cuando trataba de desarrollar un objeto capaz de extraer de las nubes la energía eléctrica, algo que sucedió solamente un año después, en 1754. A partir de este descubrimiento se instalaron pararrayos por todo el estado de Filadelfia (había ya 400 en 1782), llegando a Europa en los años 1760. Presentó la teoría del fluido único (esta afirmaba que cualquier fenómeno eléctrico era causado por un fluido eléctrico, la «electricidad positiva», mientras que la ausencia del mismo podía considerarse «electricidad negativa») para explicar los dos tipos de electricidad atmosférica a partir de la observación del comportamiento de las varillas de ámbar, o del conductor eléctrico, entre otros.
Franklin fue un prolífico científico e inventor. Además del pararrayos, inventó también el llamado horno de Franklin o chimenea de Pensilvania (1744), artilugio metálico y más seguro que las tradicionales chimeneas; las lentes bifocales, para su propio uso; un humidificador para estufas y chimeneas; uno de los primeros catéteres urinarios flexibles, para tratar los cálculos urinarios de su hermano John; el cuentakilómetros, en su etapa de trabajo en la Oficina Postal; las aletas de nadador, la armónica de cristal, etcétera. Fueron de su interés investigativo también las corrientes oceánicas calientes de la costa este de América del Norte; fue el primero en describir la corriente del Golfo.
En 1756 fue elegido miembro de la prestigiosa Royal Society, y en 1772 la Academia de las Ciencias de París le designó como uno de los más insignes científicos vivos no franceses. Fue miembro esporádico de la Sociedad Lunar.

## Labor política

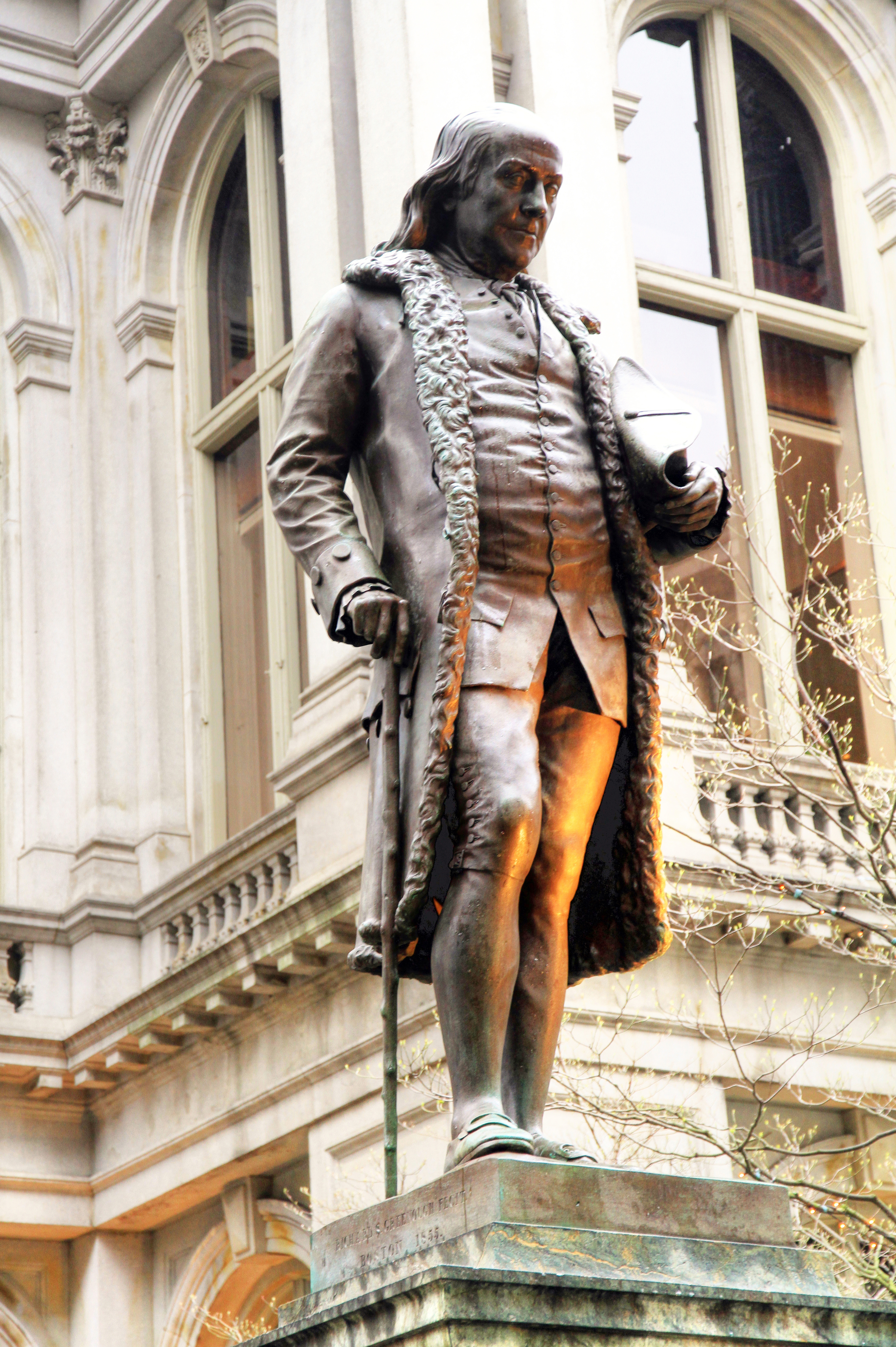
Estatua de Benjamin Franklin en Old City Hall de Boston

Su primera incursión en la política tuvo lugar en 1736, año en el que fue elegido miembro de la Asamblea General de Filadelfia. En 1747 organizó la primera milicia de voluntarios para defender Pensilvania, siendo nombrado miembro de la comisión de negociación con los indios nativos en 1749.
Participó activamente en el proceso de independencia de los Estados Unidos. Comenzó realizando diversos viajes a Londres, entre 1757 y 1775, como representante encargado de abogar por los intereses de Pensilvania. Llegó a intervenir ante la Cámara de los Comunes en 1766.

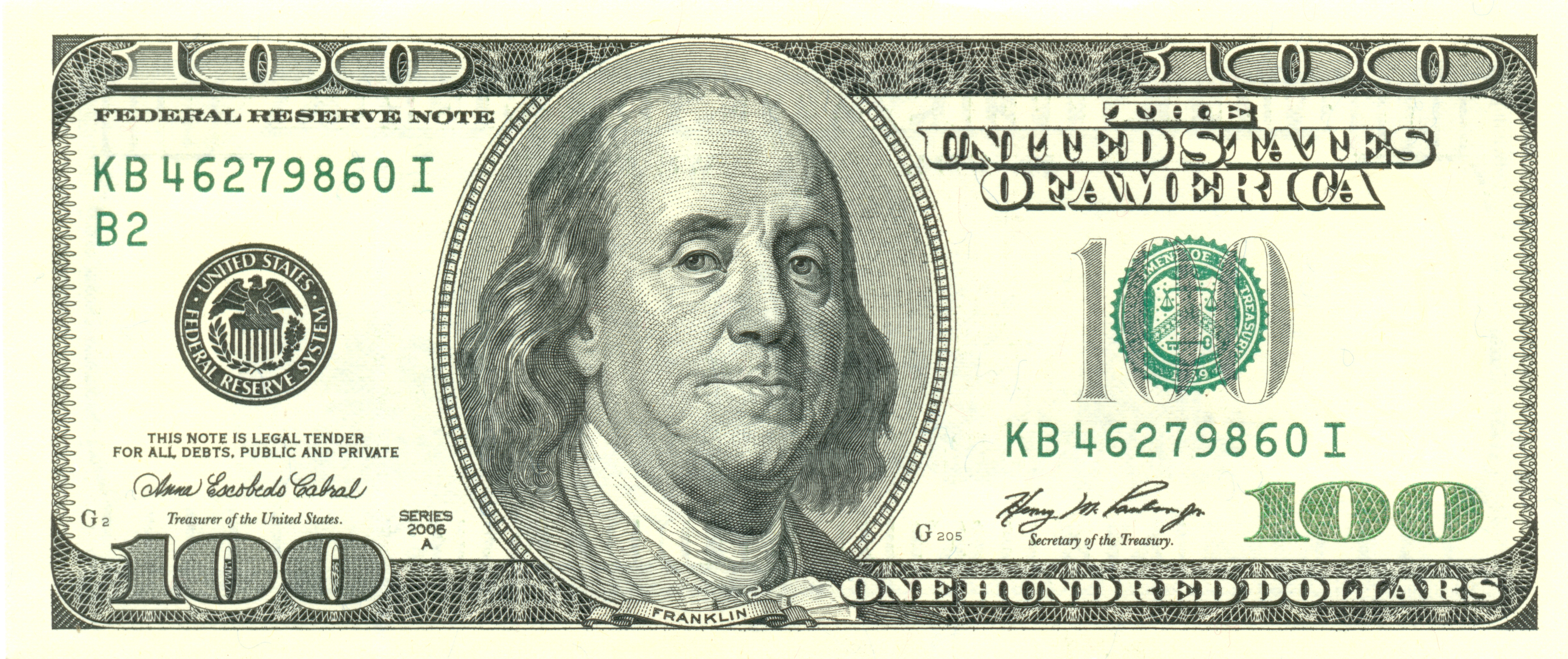
Rostro de Benjamin Franklin en los billetes de 100 dólares, el de mayor valor.

Participó de forma muy intensa en este proceso. Influyó en la redacción de la Declaración de Independencia (1776), ayudando a Thomas Jefferson y John Adams, y fue a Francia en busca de apoyo para continuar la campaña contra las tropas británicas. Allí fue nombrado representante oficial estadounidense en 1775, firmó un tratado de comercio y cooperación (1778) y alcanzó el cargo de Ministro para Francia.
Contribuye al fin de la Guerra de Independencia, con la firma del Tratado de París (1783). A partir de ahí, contribuyó a la redacción de la Constitución estadounidense (1787). En 1785 fue elegido gobernador de Pensilvania, y se dedicó de pleno a la construcción de la nación norteamericana. En 1787 comenzó a destacar su carrera como abolicionista, siendo elegido presidente de la Sociedad para Promover la Abolición de la Esclavitud, en el inicio más precoz de un largo proceso que culminará varias décadas después en la decimotercera enmienda.

## Bagaje espiritual

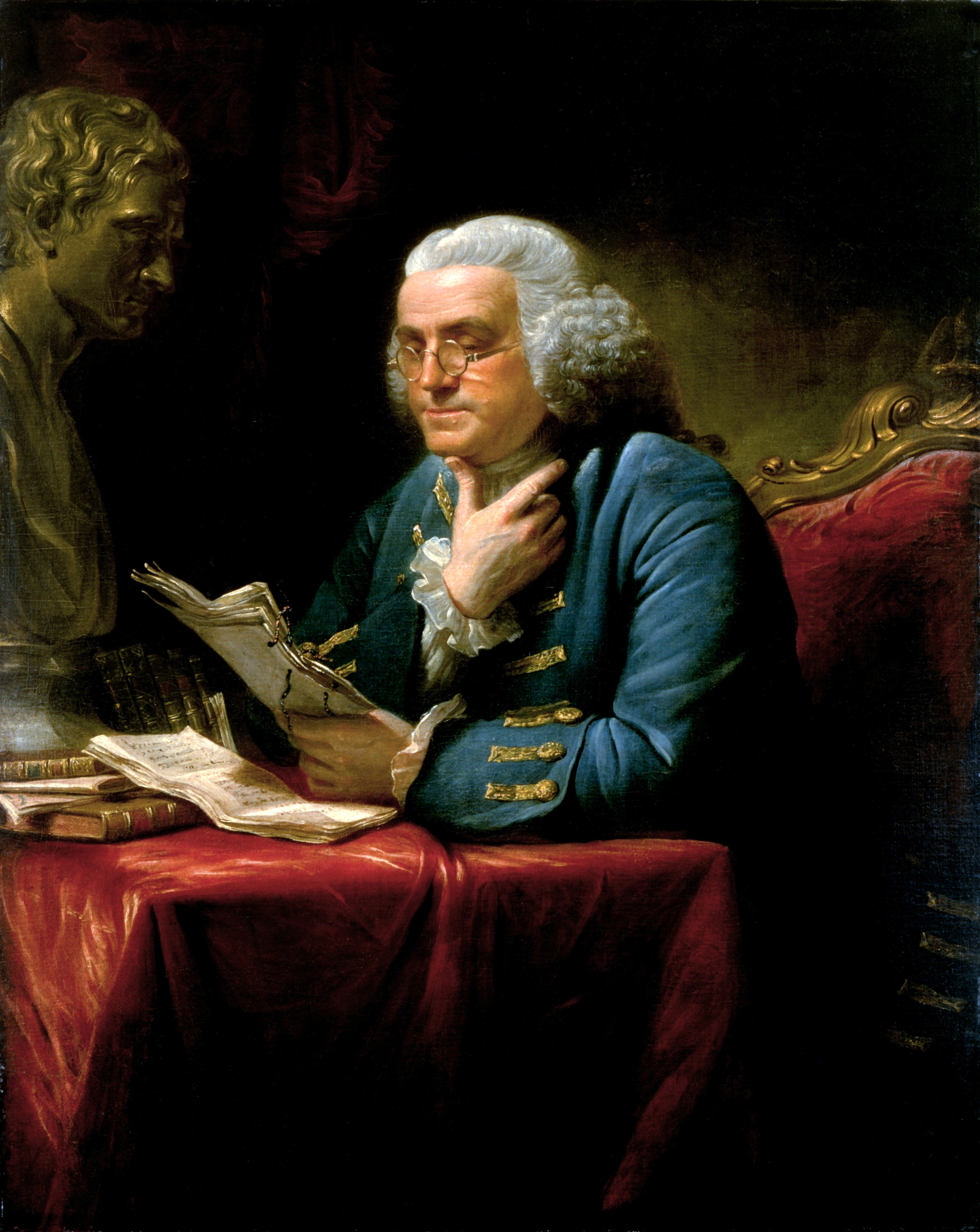
Franklin leyendo

Franklin buscaba cultivar su carácter mediante un plan de trece virtudes que desarrolló cuando tenía 20 años (en 1726) y que continuó practicando de una forma u otra por el resto de su vida. En su autobiografía lista sus trece virtudes como:
1. Templanza: no comas hasta el hastío; nunca bebas hasta la exaltación.
2. Silencio: habla solo lo que pueda beneficiar a otros o a ti mismo; evita las conversaciones insignificantes.
3. Orden: que todas tus cosas tengan su sitio; que todos tus asuntos tengan su momento.
4. Determinación: resuélvete a realizar lo que deberías hacer; realiza sin fallas lo que resolviste.
5. Frugalidad: gasta solo en lo que traiga un bien para otros o para ti. Ej.: no desperdicies nada.
6. Diligencia: no pierdas tiempo; ocúpate siempre en algo útil; corta todas las acciones innecesarias.
7. Sinceridad: no uses engaños que puedan lastimar, piensa inocente y justamente, y, si hablas, habla en concordancia.
8. Justicia: no lastimes a nadie con injurias u omitiendo entregar los beneficios que son tu deber.
9. Moderación: evita los extremos; abstente de injurias por resentimiento tanto como creas que las merecen.
10. Limpieza: no toleres la falta de limpieza en el cuerpo, vestido o habitación.
11. Tranquilidad: no te molestes por nimiedades o por accidentes comunes o inevitables.
12. Castidad: frecuenta raramente el placer sexual; solo hazlo por salud o descendencia, nunca por hastío, debilidad o para injuriar la paz o reputación propia o de otra persona.
13. Humildad: imita a Jesús y a Sócrates.

Como se estableció anteriormente, las virtudes que se mostraron en la parte superior aparecen en la autobiografía de Franklin, específicamente en la sección IX titulada  Plan para lograr la perfección moral. Franklin, estaba fuertemente arraigado para adquirir la costumbre de practicar las virtudes que estableció. Sin embargo, como esto no era una tarea fácil, Franklin decidió dividir sus objetivos en tareas pequeñas pero alcanzables. Al principio, quería dominar primero una virtud, luego pasar a otra y así sucesivamente, hasta alcanzarlas en el orden cronológico que se mostró con anterioridad. Franklin era una persona extremadamente sistemática, o al menos da esa impresión por los planes que muestra dentro de esta sección para alcanzar sus metas. Él ordenó deliberadamente todas las virtudes, puesto que las  pensó como una serie de pasos. Una vez que alcanzara o mejorara una virtud, entonces sería más factible intentar alcanzar la siguiente. De hecho, tenía un librito en el que anotaba en páginas separadas la virtud en la que más se estaba concentrando durante la semana, y en un pequeño lugar del cuaderno escribía la inicial del resto de las virtudes. La razón por la que decidió hacer esto fue porque no quería dejar de lado las otras virtudes, quería seguir practicándolas. En el caso de que no cumpliera su ideal de virtud en ese día específico, se marcaría ese día y esa virtud con una mancha negra. Al aplicar este método, Franklin pensó que podría lograr alcanzar las trece virtudes en un período de trece semanas y, en un año completo, aumentar cuatro veces esas trece virtudes. Para Franklin, lograr las virtudes no era algo temporal, sino algo que debía practicarse constantemente.[cita requerida]
Además, como Franklin realmente se esforzó por vivir una vida virtuosa, no sólo se conformó con tener una planificación semanal, mensual o anual. Tenía una planificación diaria que incluía lo que iba a hacer a cada hora y período del día. Sin embargo, el aspecto más importante a destacar de esta planificación diaria fue que Franklin la enfocó a sus ideales de virtud, donde él se preguntaba por la mañana: "¿Qué bien haré este día?" Mientras que, por la tarde concluía reflexionando sobre "¿Qué bien [...] [he] hecho hoy?" Este fue un plan diseñado para su autoevaluación, el cual comenzó con bastante optimismo y energía para ser cumplido. Sin embargo, después de un tiempo Franklin decidió practicar sus trece virtudes una vez al año durante trece semanas. Franklin, como se describe a lo largo de toda su autobiografía, tenía un conocimiento profundo de varios autores, ya que de niño y adulto quería aprender, leer y lo más importante estar informado. Como resultado de esto, tenía en su librito algunas frases de autores importantes, como Cato de Addisson, Cicerón, Salomón y sus proverbios e incluso algunos poemas de Thomson. Esto con el propósito principal de repetirlos como lema y de alguna manera ayudarse a seguir el camino de la virtud. Él, incluso como un excelente escritor, redactó una especie de "pequeña oración" la cual usaba diariamente. Esta decía lo siguiente:
"¡Oh poderosa bondad! ¡Padre generoso! ¡Guía misericordioso! Aumenta en mí esa sabiduría que descubre mi más verdadero interés. Fortalece mis resoluciones para cumplir lo que dicta esa sabiduría. Acepta mis amables oficios para con tus otros hijos como la única recompensa en mi poder por tu continuos favores para mí. "
Como se ve en el pasaje anterior, es claro que Franklin no solo quiere alcanzar estas virtudes, sino que desea alcanzar el nivel máximo que ofrecen. Además, a lo largo de esta sección Franklin enfatiza principalmente cuatro de sus trece virtudes, que son: templanza, silencio, orden y humildad. Respecto a la primera virtud, la templanza, Franklin explica que es necesaria ya que procura la “frialdad y claridad de cabeza”, esto permite que la mente se mantenga alejada de la atracción incesante por hábitos antiguos o precarios. En relación con la segunda virtud, el silencio, permite que una persona adquiera conocimientos a un grado mayor, puesto que los adquirirá no hablando, sino escuchando a los demás, virtud que en realidad es bastante difícil de practicar. Adicionalmente, pasando a la tercera virtud, orden, Franklin explica que esta virtud era una de las más difíciles de perseguir, puesto que seguir un orden no es fácil. Existen factores externos que nosotros como individuos no podemos controlar y que afectan de manera directa o indirecta el plan que hayamos tenido antes. Específicamente, con esta virtud Franklin reconoce que no es posible alcanzar todas las virtudes al máximo, por lo que hace una alusión a que tener un “hacha moteada [es lo] mejor.” De hecho este es un momento importante en la Sección IX, donde incluso sugiere que tratar de alcanzar la perfección de las virtudes, sería “una especie de engaño en la moral, que si se conociera, lo volvería [...] ridículo.” Al reconocer esto, no significó que Franklin iba a darse por vencido con las virtudes que estableció, por el contrario siguió practicándolas. Algunos años después, él concluyó lo siguiente: “aunque nunca llegué a la perfección que había sido tan ambicioso de obtener, pero quedé muy lejos de ella, sin embargo fui, por el esfuerzo, un mejor y un hombre más feliz de lo que debería haber sido si no lo hubiera intentado ".
Evidentemente, es claro que Franklin logró alcanzar, en cierta medida, con respecto a su alusión del hacha moteada, sus ideales de virtud, probablemente no en su máximo potencial, pero si con la condición de que esto lo llevó a vivir una vida plena. Incluso Franklin, desea que las próximas generaciones, como él afirma, "puedan seguir el ejemplo y cosechar los beneficios." Inclusive, Franklin deseó haber llamado a su librito que solía llevar consigo El arte de la virtud. Principalmente, porque no estaba particularmente enfocado en ninguna religión o secta, sino puramente en las virtudes que él creía que llevarían a los humanos a una vida plena mediante el arte de la virtud. Además, un aspecto interesante a destacar de las virtudes de Franklin fue que originalmente había doce. Esto hasta que un amigo cuáquero le mencionó que generalmente él se proyectaba  como una persona con demasiado orgullo, hasta el punto de corregir a la gente y, a veces, creyendo que el único razonamiento correcto era sólo el suyo. De hecho, su amigo, le recomendó intentar un remedio. En este caso, el remedio era ser humilde o, como dice el escrito de Franklin, tener "Humildad". Esto lo influyó mucho, no solo en su forma de pensar, sino también en su forma de hablar. Como menciona Franklin: Adopté mi lenguaje para decir “en lugar de ellos, concibo, aprendo o imagino que una cosa es así o así; o eso me parece en este momento".  Todo con el mero propósito de darle un carácter individualista y que no asume la posición de los demás. Además, Franklin decidió trabajar para no contradecir a las personas tan abruptamente, sino esperar y escuchar y, si es necesario, dar su punto de vista sobre cómo estaría contradiciendo esa idea.
Finalmente, Franklin fue un hombre que trató de vivir una vida virtuosa. No sólo por principio, sino al reflexionar sobre cómo podría mejorar día a día. Franklin, buscó escuchar los consejos de otras personas y aprovecharlos al máximo, tal como lo hizo con la sugerencia de su amigo cuáquero. Además, decidió planificar  de manera constante para alcanzar  la virtud que deseaba. Hasta cierto punto, se puede afirmar que alcanzó estas virtudes, porque entendió que alcanzar la perfección no era para los humanos. Mientras que comprendió, que lo que lo llevaría a una vida plena y feliz sería el esforzarse por vivir de acuerdo con estos principios, así como lo confirmó algunos años después.

## Obras

### Obras completas
- The Papers of Benjamin Franklin, edición de Leonard W. Labaree y William B. Willcox. New Haven: Yale University Press, 1959, 25 vols.
- The Complete Works of Benjamin Franklin, ed. de John Bigelow. New York and London: G. P. Putnam’s Sons, 1887-1888, 10 vols.

### Obras sueltas
- A Dissertation on Liberty and Necessity, Pleasure and Pain, "Disertación sobre la libertad y la necesidad, sobre el placer y el dolor", 1725.
- Poor Richard's Almanac, "Almanaque del pobre Ricardo", 1732-1757.
- Advice to a young tradesman, "Advertencias a un joven comerciante", 1748.
- Experiments and observations on electricity, "Experimentos y observaciones sobre electricidad", London: F. Newbery, 1774.
- Remarks on the Savages of North America, "Observaciones sobre los salvajes de Norteamérica", 1783.
- An Address to the Public, 1789.
- A Plan for Improving the Condition of the Free Blacks, 1789.
- Sidi Mehemet Ibrahim on the Slave Trade, 1790.
- Mémoires de la vie privée de Benjamin Franklin, París: Buisson, 1791, traducida al inglés en 1793 desde el francés con el título de The Private Life of the Late Benjamin Franklin; la primera edición en su inglés original, también póstuma, la realizó su nieto William Temple Franklin: Memoirs of the Life and Writings of Benjamin Franklin, London, 1818, pero le falta la cuarta parte y el texto está retocado. Solo cuando John Bigelow compró el manuscrito original en Francia y lo editó en 1868 incluyendo la cuarta parte se obtuvo una edición fiable, que luego ha sido mejorada a través de diversas ediciones críticas. Al español la vertió León Felipe (México: Editorial Nuevo Mundo, 1942). Otras ediciones son Buenos Aires: Acme Agency, 1947; Barcelona: Iberia, 1954; la de Mauro Armiño para Barcelona: Sopena, 1979; la de Luis López Guerra para Madrid: Editora Nacional, 1982; la de M.ª A. Álvarez para la Universidad de León, 2001; la de Javier Lucini para El Mono Azul, 2010, y la bilingüe de Madrid: Cátedra, 2012, realizada por Javier Alcoriza, entre otras.

## Ancestros
El padre de Benjamin Franklin, Josiah Franklin, fue un fabricante de grasa para lámparas, velas y jabón. Josiah Franklin nació en Ecton, Northamptonshire, Inglaterra, el 23 de diciembre de 1657, hijo del herrero y granjero Tomas Franklin y Jane White. Tanto el padre de Benjamin Franklin como sus cuatro abuelos nacieron en Inglaterra. Josiah Franklin emigró a Norteamérica en 1682.
Josiah Franklin tuvo un total de diecisiete hijos con sus dos mujeres. Se casó con su primera mujer, Anne Child, hacia 1677 en Ecton y emigró con ella a Boston en 1683; tuvieron tres hijos antes de emigrar y cuatro después. Tras la muerte de ella, Josiah se casó con Abiah Folger el 9 de julio de 1689, en la Old South Meeting House, en una boda oficiada por el reverendo Samuel Willard, y posteriormente tuvo diez hijos con ella. Benjamin, su octavo hijo, era el decimoquinto de todos y su décimo y último hijo varón.
La madre de Benjamin Franklin Abiah Folger, nació en Nantucket, colonia de la bahía de Massachusetts, el 15 de agosto de 1667 de Peter Folger, un molinero y maestro de escuela, y su mujer Mary Morrell Folger, una antigua criada. Mary Folger procedía de una familia puritana que estuvo entre los primeros peregrinos que emigraron a Massachussetts en busca de libertad religiosa, zarpando de Boston en 1635 después de que el rey Carlos I de Inglaterra empezase a perseguir a los puritanos. Su padre Peter era "el tipo de rebelde destinado a transformar la América colonial". Peter participó en la enseñanza de los wampanoag. Fue encarcelado en 1677 por desobedecer al magistrado local defendiendo a la clase media en conflicto contra los terratenientes ricos aunque finalmente el gobernador le exoneró. Benjamin Franklin siguió los pasos de su abuelo en sus batallas contra la familia Penn que tenía la colonia de Pensilvania.
|  |                                                                               |  |  |  |  |  |  |  |  |  |  |  |  |  |  |  |
|  | 8. Henry Franklin b. 1573, Ecton, Northamptonshire, Ingl.                     |  |  |  |  |  |  |  |  |  |  |  |  |  |  |  |
|  |                                                                               |  |  |  |  |  |  |  |  |  |  |  |  |  |  |  |
|  |                                                                               |  |  |  |  |  |  |  |  |  |  |  |  |  |  |  |
|  | 4. Thomas Franklin n. 1598, Ecton, Northamptonshire, Ingl.                    |  |  |  |  |  |  |  |  |  |  |  |  |  |  |  |
|  |                                                                               |  |  |  |  |  |  |  |  |  |  |  |  |  |  |  |
|  |                                                                               |  |  |  |  |  |  |  |  |  |  |  |  |  |  |  |
|  | 9. Agnes Joanes n. Ecton, Northamptonshire, Ingl.                             |  |  |  |  |  |  |  |  |  |  |  |  |  |  |  |
|  |                                                                               |  |  |  |  |  |  |  |  |  |  |  |  |  |  |  |
|  |                                                                               |  |  |  |  |  |  |  |  |  |  |  |  |  |  |  |
|  | 2. Josiah Franklin n. 23 de diciembre de 1657, Ecton, Northamptonshire, Ingl. |  |  |  |  |  |  |  |  |  |  |  |  |  |  |  |
|  |                                                                               |  |  |  |  |  |  |  |  |  |  |  |  |  |  |  |
|  |                                                                               |  |  |  |  |  |  |  |  |  |  |  |  |  |  |  |
|  | 5. Jane White n. Ingl.                                                        |  |  |  |  |  |  |  |  |  |  |  |  |  |  |  |
|  |                                                                               |  |  |  |  |  |  |  |  |  |  |  |  |  |  |  |
|  |                                                                               |  |  |  |  |  |  |  |  |  |  |  |  |  |  |  |
|  | 1. Benjamin Franklin n. 1705, Boston, Massachusetts                           |  |  |  |  |  |  |  |  |  |  |  |  |  |  |  |
|  |                                                                               |  |  |  |  |  |  |  |  |  |  |  |  |  |  |  |
|  |                                                                               |  |  |  |  |  |  |  |  |  |  |  |  |  |  |  |
|  | 12. Jhon Folger Jr. n. abt. 1594, Norwich, Ingl.                              |  |  |  |  |  |  |  |  |  |  |  |  |  |  |  |
|  |                                                                               |  |  |  |  |  |  |  |  |  |  |  |  |  |  |  |
|  |                                                                               |  |  |  |  |  |  |  |  |  |  |  |  |  |  |  |
|  | 6. Peter Folger n. 1617, Norwich, Norfolk, Ingl.                              |  |  |  |  |  |  |  |  |  |  |  |  |  |  |  |
|  |                                                                               |  |  |  |  |  |  |  |  |  |  |  |  |  |  |  |
|  |                                                                               |  |  |  |  |  |  |  |  |  |  |  |  |  |  |  |
|  | 13. Meribah Gibbs n. Ingl.                                                    |  |  |  |  |  |  |  |  |  |  |  |  |  |  |  |
|  |                                                                               |  |  |  |  |  |  |  |  |  |  |  |  |  |  |  |
|  |                                                                               |  |  |  |  |  |  |  |  |  |  |  |  |  |  |  |
|  | 3. Abiah Folger n. 15 de agosto de 1667, Nantucket, Massachusetts             |  |  |  |  |  |  |  |  |  |  |  |  |  |  |  |
|  |                                                                               |  |  |  |  |  |  |  |  |  |  |  |  |  |  |  |
|  |                                                                               |  |  |  |  |  |  |  |  |  |  |  |  |  |  |  |
|  | 7. Mary Morrill n. ca. 1619, Ingl.                                            |  |  |  |  |  |  |  |  |  |  |  |  |  |  |  |
|  |                                                                               |  |  |  |  |  |  |  |  |  |  |  |  |  |  |  |
|  |                                                                               |  |  |  |  |  |  |  |  |  |  |  |  |  |  |  |

## Eponimia

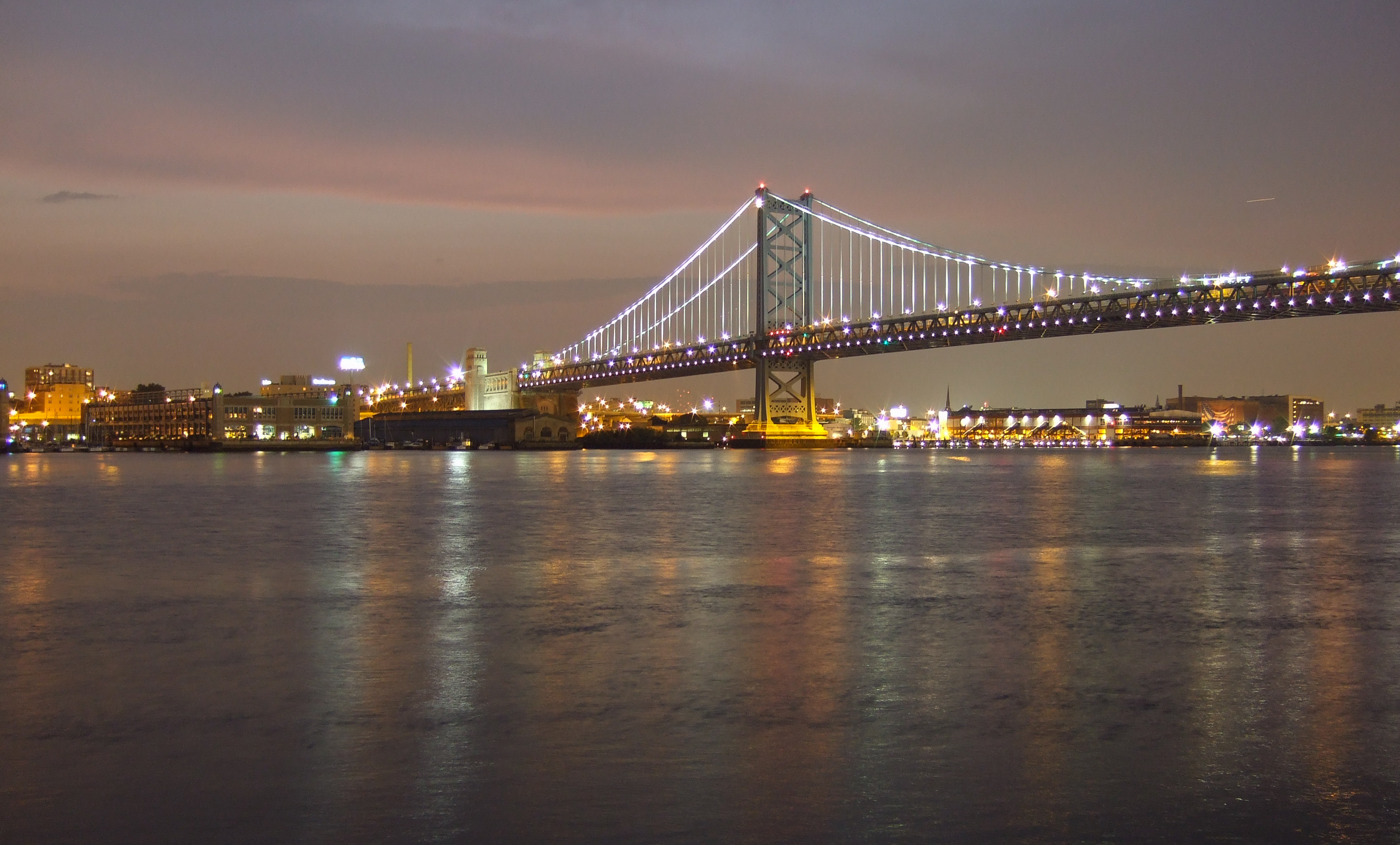
Puente Benjamin Franklin en Filadelfia.

- El cráter lunar Franklin lleva este nombre en su memoria.
- El principal puente de Filadelfia está dedicado a Franklin.
- En la ciudad de Resistencia, República Argentina, una de sus calles lleva el nombre de Benjamín Franklin, en su honor.
- En Ciudad de México el eje 4 sur en su tramo que atraviesa la colonia Escandón lleva el nombre de Benjamín Franklin.